# Patty Hearst

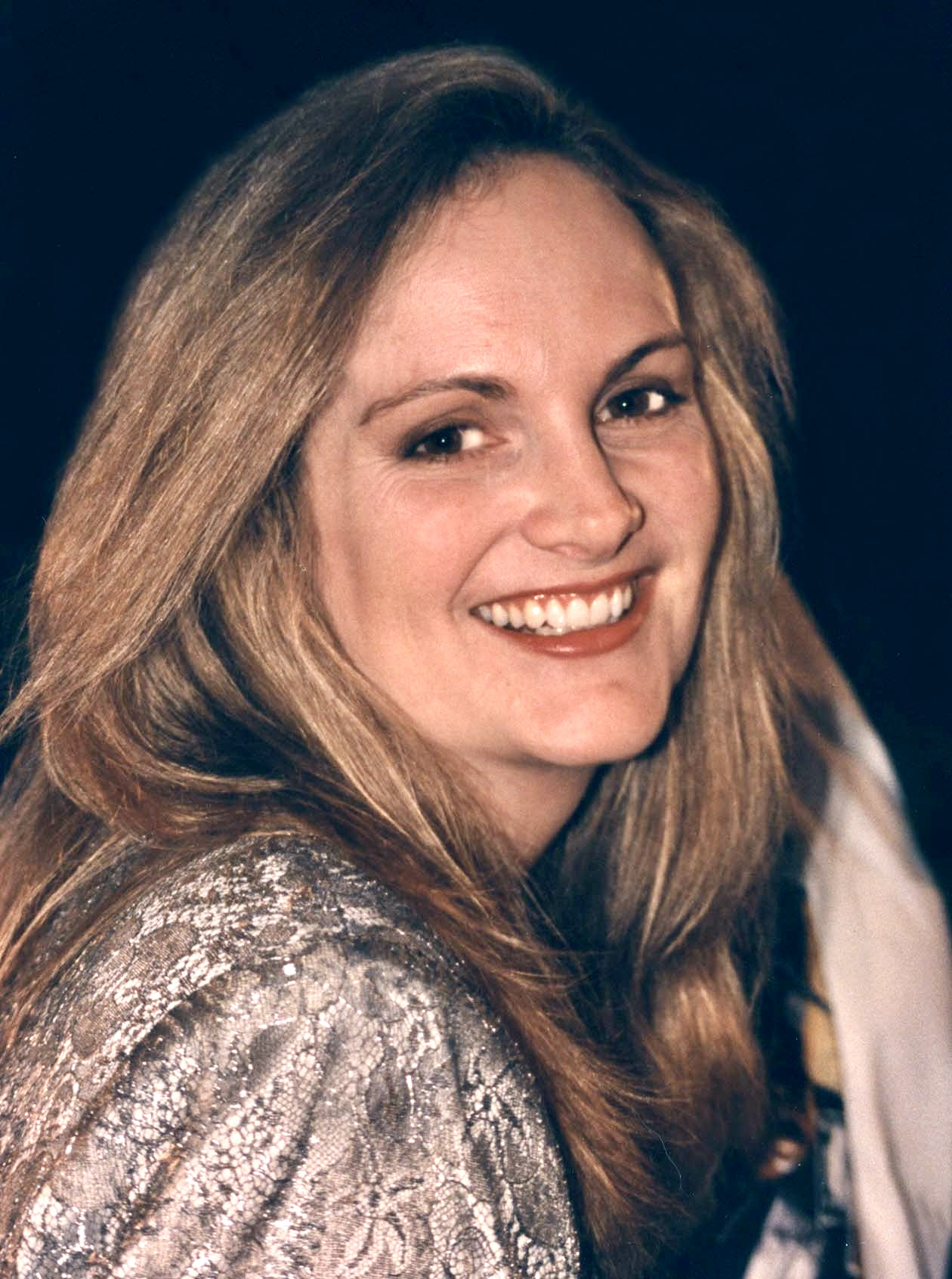
Patty Hearst (1994)

Patricia „Patty“ Campbell Hearst (* 20. Februar 1954 in San Francisco, Kalifornien) ist eine US-amerikanische Schauspielerin. Sie ist eine Enkeltochter des einflussreichen US-amerikanischen Medienmoguls William Randolph Hearst. Sie wurde 1974 durch eine spektakuläre Entführung durch die linksradikale Symbionese Liberation Army (SLA) bekannt. Sie schloss sich dieser an und wurde nach ihrer Verhaftung 1976 zu einer Haftstrafe von 35 Jahren wegen Bankraubs verurteilt. Präsident Jimmy Carter begnadigte Hearst bereits nach 22 Monaten, und 2001 hob Präsident Bill Clinton ihre verbliebenen Bewährungsauflagen auf.

## Leben
Patty Hearst wuchs in einem wohlhabenden Umfeld in San Francisco als dritte von fünf Töchtern auf. Ihr Vater, Randolph Apperson Hearst, war der jüngste Sohn von William Randolph Hearst. Sie besuchte die Santa Catalina School in Monterey.

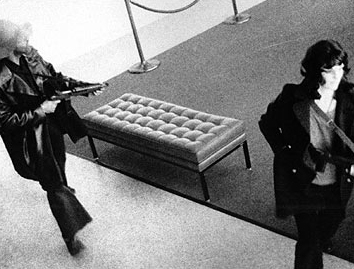
Patty Hearst bei einem Banküberfall

Die Symbionese Liberation Army (SLA) entführte die damals 19-jährige Millionenerbin am 4. Februar 1974. Hearst wurde eigenen Aussagen zufolge während der Entführung 57 Tage lang in einen Schrank von 1 × 1,7 Meter Größe gesperrt und misshandelt. Die SLA erpresste von der Familie Hearst mehrere Millionen US-Dollar, von denen die Entführer Lebensmittel kauften, die in den Armenvierteln von San Francisco, Oakland und Berkeley verteilt wurden.

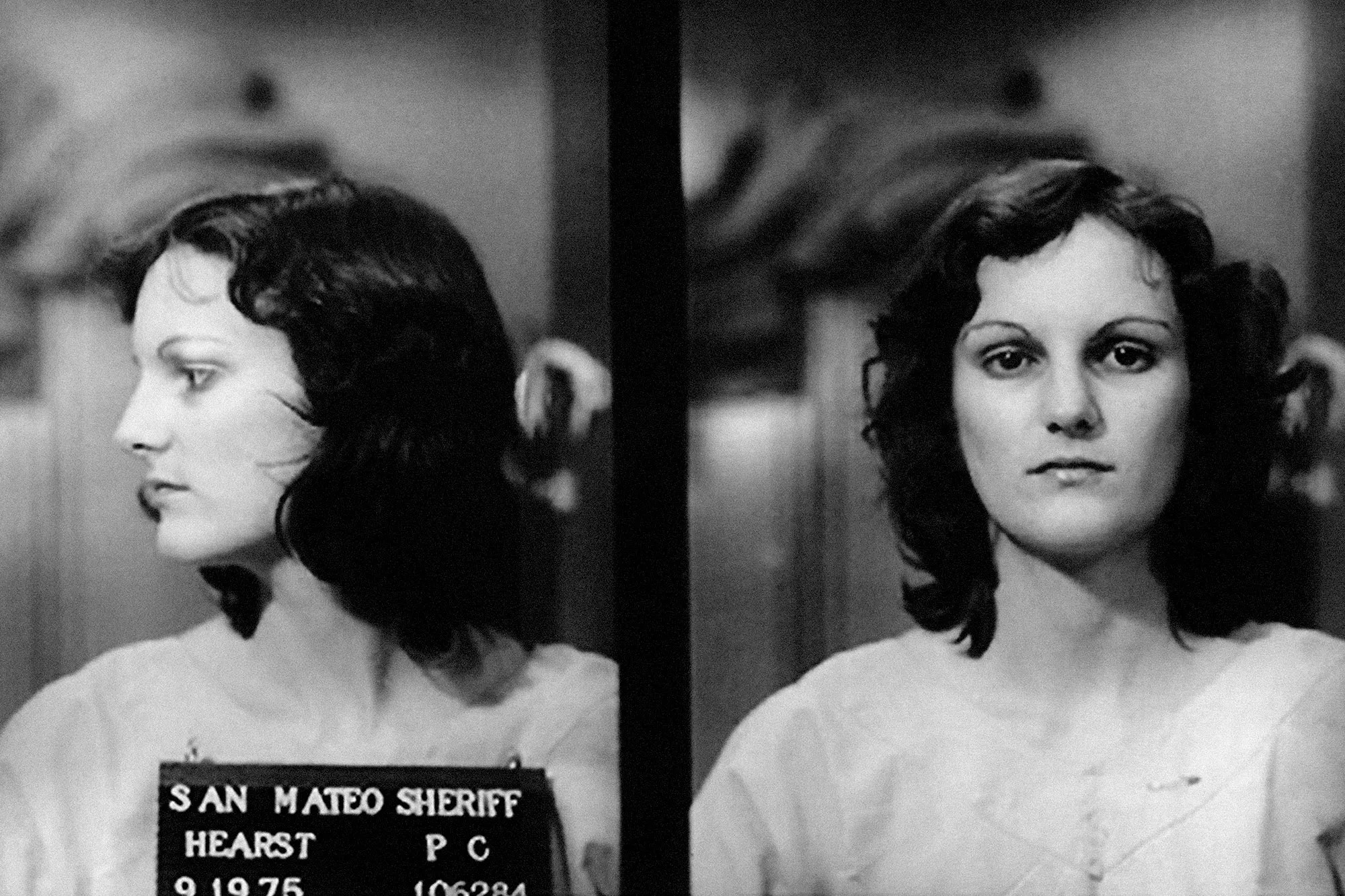
Hearst auf Polizeifotos nach ihrer Verhaftung 1975

Am 3. April 1974, zwei Monate nach ihrer Entführung, gab sie per Audionachricht bekannt, dass sie sich der SLA angeschlossen habe. Bei der SLA nahm sie den Namen „Tania“ an (inspiriert von der Guerrillera Tamara „Tania“ Bunke) und beteiligte sich an mehreren Überfällen. Später ließ sie über ihren Anwalt eine Stellungnahme abgeben, der zufolge sie von der SLA gegen ihren Willen zur Teilnahme an den Überfällen gezwungen worden sei. Sie sei einer Gehirnwäsche unterzogen worden. Ihr wurde gesagt, dass der Kriegsrat beschlossen hatte oder darüber nachdachte, sie entweder zu töten oder dass sie bei ihnen bleiben sollte. Hearst wurde auch gesagt, sie solle an der sexuellen Freiheit der Gruppe teilhaben; später bei ihrer Verhandlung bezeichnete sie das als Vergewaltigung. Sie gilt als Beispiel des Stockholm-Syndroms.
Am 18. September 1975 wurde Patty Hearst nach 17-monatiger Mitgliedschaft neben anderen SLA-Mitgliedern verhaftet und 1976 von einem Gericht in San Francisco zu 35 Jahren Haft verurteilt. In einem Berufungsprozess vor dem Bundesbezirksgericht für Nordkalifornien wurde die Strafe auf 7 Jahre herabgesetzt. Nach bereits 22 Monaten wurde Hearst vom damaligen US-Präsidenten Jimmy Carter begnadigt und am 1. Februar 1979 aus der Federal Correctional Institution, einem Frauengefängnis bei San Francisco, entlassen. Am 20. Januar 2001, dem letzten Tag seiner Amtszeit, erhielt sie ein presidential pardon (vollständige Begnadigung) durch Bill Clinton.

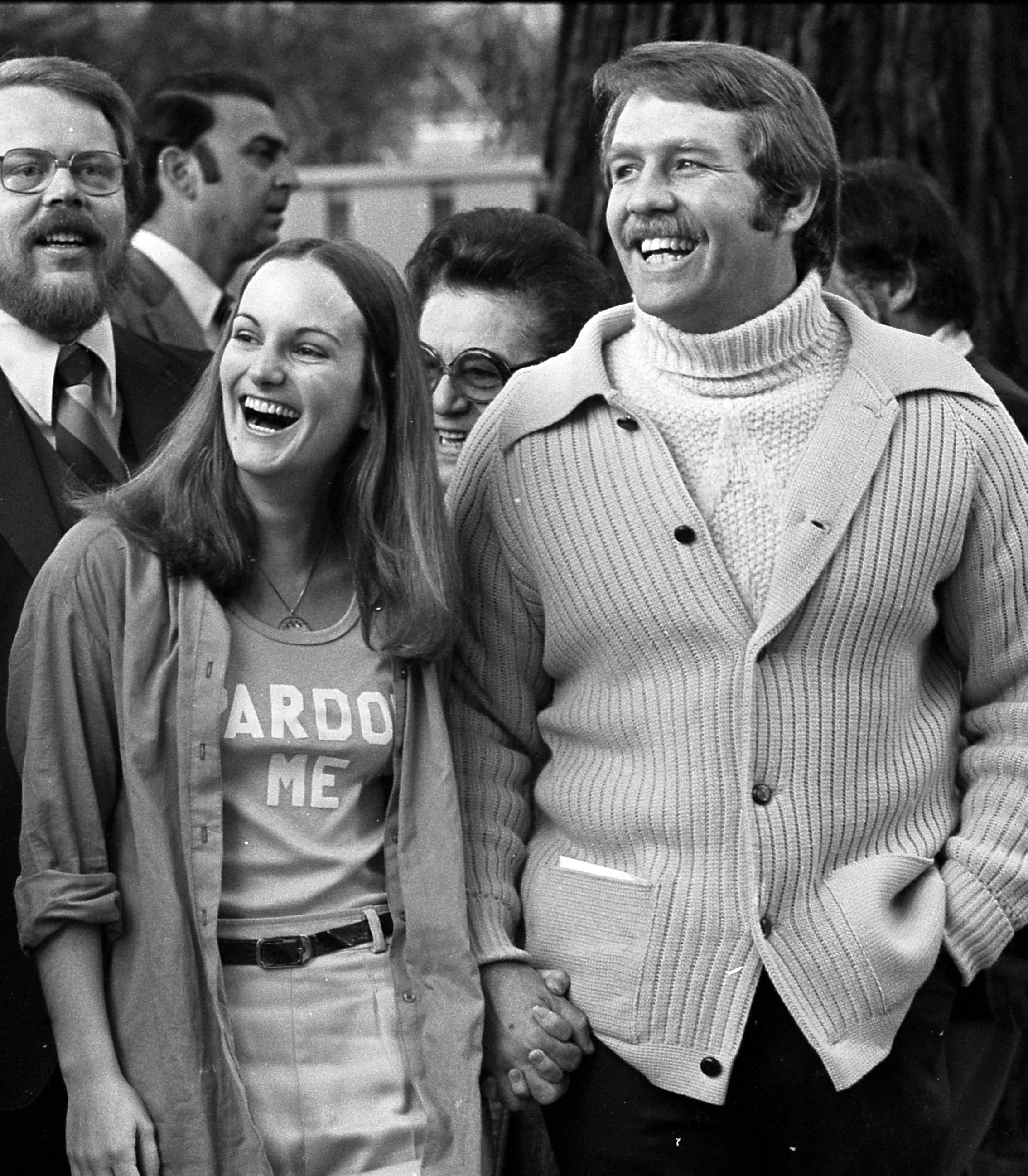
Patty Hearst and Bernard Shaw (1979)

Patty Hearst heiratete nach ihrer Entlassung Bernard Shaw (1945–2013), der bei ihrer Haft zum Sicherheitspersonal gehörte. Das Paar hat zwei gemeinsame Töchter, Gillian und Lydia Hearst-Shaw (* 1984). Patty Hearst lebt in New York.

## Schauspielerin
Nach ihrer Entlassung wirkte Patty Hearst in mehreren Filmen als Schauspielerin mit, unter anderem in folgenden Komödien des Regisseurs John Waters:
- Cry-Baby (1990)
- Serial Mom – Warum läßt Mama das Morden nicht? (1994)
- John Waters’ Pecker (1998)
- Cecil B. Demented (2000)
- A Dirty Shame (2004).

## Nachwirkung und mediale Rezeption
Warren Zevon stellt in seinem Song Roland the Headless Thompson Gunner eine Verbindung zwischen dem gleichnamigen Söldner und der Patty-Hearst-Kontroverse her.
Patty Hearsts Autobiografie Every Secret Thing wurde 1988 von Regisseur Paul Schrader als Patty verfilmt. Ihre Entführung war auch Thema von Dokumentarfilmen wie Zorro und Patty Hearst (2004).
Anthony Davis und Michael John LaChiusa schrieben 1991 die Oper Tania.
Die Berliner Band Stereo Total widmete Hearst auf ihrem 2007er Album Paris<>Berlin einen nach ihr benannten Song und produzierte für den Bayerischen Rundfunk das Hörspiel Patty Hearst – Princess and Terrorist.
Die amerikanische Punkrock-Band Smoke or Fire befasste sich in dem Lied The Patty Hearst Syndrome auf ihrem Album The Sinking Ship (2007) mit Patty Hearst.
In der Fernsehserie S.W.A.T wird ihre Geschichte aufgegriffen und in einer Folge (Staffel 2, Folge 7) behandelt.